# Dique Florentino Ameghino
Dique Florentino Ameghino är en dammbyggnad i Argentina.   Den ligger i provinsen Chubut, i den södra delen av landet, 1 200 km sydväst om huvudstaden Buenos Aires. Dique Florentino Ameghino ligger 106 meter över havet. Den ligger vid sjön Embalse Florentino Ameghino.
Terrängen runt Dique Florentino Ameghino är platt åt nordost, men åt sydväst är den kuperad. Dique Florentino Ameghino ligger nere i en dal. Trakten runt Dique Florentino Ameghino är nära nog obefolkad, med mindre än två invånare per kvadratkilometer..
Omgivningarna runt Dique Florentino Ameghino är i huvudsak ett öppet busklandskap.